# Heinrich von Lettland
Heinrich von Lettland, auch von Livland oder Henricus de Lettis (* um 1187 bei Magdeburg; † nach 1259) war ein deutscher Chronist.

## Leben
Er wurde in der Magdeburger Gegend geboren und ging schon im Kindesalter in den Dienst des Bischofs Albert von Buxthoeven. Heinrich erhielt seine Ausbildung im Stift Segeberg in Holstein. Er ging 1205 nach Riga und wirkte fortan als Missionar in Livland. Dort wurde er 1208 vom Bischof Albert zum Priester geweiht. Er wurde mit der Pfarre an der Ymera (Papendorf, lettisch Rubene, 12 km nördlich von Wenden) belehnt. Heinrich gilt als Augenzeuge der Kämpfe deutscher Missionare mit Esten, Kuren, Semgallern, Russen und Dänen.
Heinrich von Lettland verfasste zwischen 1225 und 1227 das Chronicon Livoniae (Heinrichs Livländische Chronik), das die Christianisierung (1180–1227) der Letten, Liven und Esten beschreibt und eine herausragende Quelle für den baltischen Raum im Mittelalter darstellt.

## Ausgaben
- Alte Liefländische Chronik, welche die Geschichte der drey ersten Bischöfe enthält [= Heinrich von Lettlands Chronik]. In: Der Liefländischen Chronik Erster Theil von Liefland unter seinen ersten Bischöfen, welcher die alte Geschichte der Russen, Deutschen, Schweden, Dänen, Esthen, Liven, Letten, Litthauer, Curen und Semgallen erleutert. Oder die Origines Livionæ Sacræ et Civilis, […] mit kurzen Anmerkungen begleitet und ins Deutsche übersetzt von Johann Gottfried Arndt. Gebauer, Halle 1747 (Digitalisat und Volltext im Deutschen Textarchiv).
- Heinrich’s von Lettland Livländische Chronik, ein getreuer Bericht, wie das Christenthum und die deutsche Herrschaft sich im Lande der Liven, Letten und Ehsten Bahn gebrochen. Nach Handschriften mit vielfacher Berichtigung des üblichen Textes aus dem Lateinischen übersetzt und erläutert von Eduard Pabst. Gressel, Reval 1867 (Digitalisat bei Google Books).
- Leonid Arbusow und Albert Bauer (Hrsg.): Scriptores rerum Germanicarum in usum scholarum separatim editi 31: Heinrichs Livländische Chronik (Heinrici Chronicon Livoniae). Hannover 1955 (Monumenta Germaniae Historica, Digitalisat)